# Sliyeg (plaats)
Sliyeg is een bestuurslaag in het regentschap Indramayu van de provincie West-Java, Indonesië. Sliyeg telt 4754 inwoners (volkstelling 2010).